# Maria Schneider (musicienne)
Pour les articles homonymes, voir Maria Schneider et Schneider.
Maria Schneider, née le 27 novembre 1960 à Windom dans le Minnesota, est une compositrice et directrice d'orchestre de jazz américaine.

## Biographie
Maria Schneider commence l'étude du piano à l'âge de cinq ans avec la pianiste Evelyn Butler qui l'initie à la musique et à la théorie du classique, tout en faisant quelques incursions dans le répertoire du jazz en lui apprenant le piano stride. Maria Schneider s'initie également un peu plus tard à la clarinette et au violon.
Elle s'installe à New York en 1985 après des études à l’université du Minnesota (1979 à 1983), l’université de Miami (1983 à 1984) et à l’Eastman School of Music (où elle approfondit notamment ses connaissances en matière d'écriture auprès de Bill Dobbin et Rayburn Wright).
Elle s'adresse alors à Bob Brookmeyer pour parfaire la composition, ce qui l'amènera à signer ses premiers arrangements pour le grand orchestre de jazz de Mel Lewis. 
Elle devient en même temps l’assistante de Gil Evans, travaillant avec lui sur divers projets, notamment sur le film La Couleur de l'argent et sur la tournée musicale de Gil Evans et de Sting en 1987.
Travailler avec ces deux maîtres de l'écriture pour big band a porté Maria Schneider à développer son propre son, absolument original : de Bob Brookmeyer lui est venue la façon d'organiser ses compositions en larges structures complexes, les morceaux ne pouvant plus alors être vus comme simples prétextes à une suite de solos des musiciens ; de Gil Evans, la finesse du mariage des couleurs instrumentales, digne de la précision et de la clarté d'un Maurice Ravel.
Elle monte The Maria Schneider Jazz Orchestra en 1993, qui, pendant cinq ans, se produit tous les lundis soir à New-York au Visiones, club de jazz situé dans Greenwich Village, et joue dans de nombreux festivals, notamment en Europe.
Maria Schneider est une des premières artistes à utiliser la plate-forme ArtistShare pour produire et diffuser sa musique. Fervente acteur de la défense du droit d'auteur des créateurs de musique, elle a collaboré en ce sens avec des législateurs et la Bibliothèque du Congrès. Ces efforts l'ont amenée à témoigner devant le sous-comité du Congrès sur la propriété intellectuelle en mars 2014, se prononçant notamment contre Spotify et le streaming. Cette plate-forme lui permet également d'être en contact avec son public qui est appelé à participer financièrement à la production de ses enregistrements.

## Albums et récompenses
- 1994 : Evanescence
- 1996 : Coming About
- 2000 : Allégresse
- 2000 : Live At The Jazz Standard—Days Of Wine And Roses
- 2004 : Concert in the Garden  (ArtistShare), premier album vendu exclusivement en ligne.
- 2007 : Sky Blue (ArtistShare)
- 2013 : Winter Morning Walks (ArtistShare)
- 2015 : The Thompson Fields (ArtistShare)
- 2020 : Data Lords[4]

Participations
- 2014 : Nothing Has Changed, compilation de David Bowie. Co-composition du morceau Sue avec Bowie, morceau joué par le Maria Schneider Orchestra.

## Récompenses
Nominations
- 1995 : deux nominations aux Grammy Awards pour Evanescence .
- 1996 : nomination aux Grammy Awards pour Coming About
- 2000 : nomination aux Grammy Awards pour Allégresse
- 2005 : compositrice et arrangeur de l’année et son groupe en tant que big band de jazz de l’année par la Jazz Journalists Association

Récompenses
- 2005 : Grammy Award et Album de jazz de l’année décerné par la Jazz Journalists Association pour Concert in the Garden
- 2008 : Grammy Award de la meilleure composition instrumentale pour Cerulean Skies (album Sky Blue, 2007)
  - Album de jazz de l’année décerné par le Village Voice Critics Poll, Choc Award en France pour Sky Blue.
- 2014 : l'album Winter Morning Walks obtient 3 Grammy Awards : meilleures compositions ; meilleur solo vocal (par la soprano Dawn Upshaw) ; meilleures prise de son et production.
- 2016 : Grammy Award du grand ensemble de jazz pour son album The Thompson Fields[5]. et Grammy Award dans la catégorie "Arrangement, instruments et voix"  pour la chanson de David Bowie "Sue (Or in a Season of Crime)"
- 2020 : Grand Prix de l'Académie du jazz pour Data Lords du Maria Schneider Orchestra[6]
- Coup de cœur Jazz et Blues 2020 de l'Académie Charles-Cros pour Data Lords, proclamé le 5 février 2021, dans l’émission Open Jazz d’Alex Dutilh sur France Musique[7].

## Commentaires
« Le jazz orchestral de Maria Schneider joue sur l'émotion. Comme Wayne Shorter, elle exprime en quelque sorte sa compassion à travers des notes » écrit The New York Times.[précision nécessaire]
« De même que la musique de ses plus évidents prédécesseurs — Duke Ellington et Gil Evans — celle de Schneider franchit un cap significatif en termes d'imagination, faisant sienne la première véritable approche originale dans le domaine de la composition pour big band de jazz en ce début de siècle » lit-on dans le Los Angeles Times.[précision nécessaire]